# Adam Thielen
Adam Thielen (Detroit Lakes, 22 agosto 1990) è un giocatore di football americano statunitense che gioca nel ruolo di wide receiver pero Carolina Panthers della National Football League (NFL). Non selezionato nell'ambito del Draft NFL 2013, fu in seguito ingaggiato dai Minnesota Vikings come undrafted free agent. Al college giocò a football presso la Minnesota State University.

## Carriera universitaria
Dopo aver giocato a football americano basket e golf nell'high school di Detroit Lakes, Thielen iniziò a giocare per i Mavericks della Minnesota State University con i quali il primo anno fu redshirt, ovvero poteva solo allenarsi con la squadra senza però disputare incontri ufficiali. Nel 2009 catturò 21 passaggi in 9 partite arrivando a mettere anche un touchdown a segno, mentre nel 2010 prese parte a tutti ed 11 gli incontri catturando altri 41 passaggi per 686 yard e 6 touchdown, venendo eletto Offensive Player of the Year del suo team e guadagnandosi l'inserimento nel Second-Team All-NSIC South Division. Thielen chiuse quindi la sua carriera universitaria nel 2012, con 2674 yard, 192 ricezioni, 19 touchdown messi complessivamente a segno in cinque anni (quattro effettivi) trascorsi con i Mavericks.

## Carriera professionistica

### Minnesota Vikings

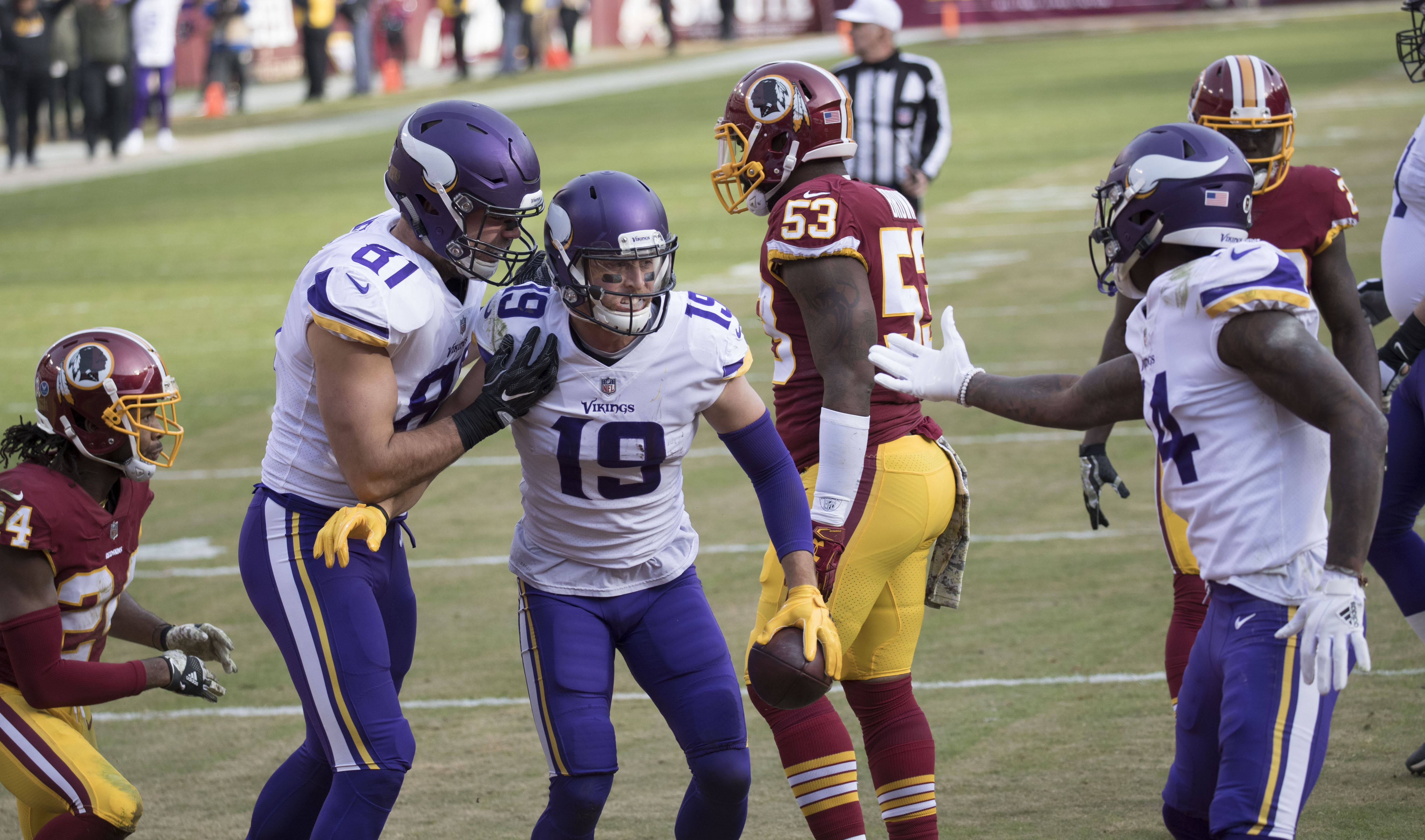
Thielen assieme ai compagni di squadra dopo avere messo a segno il touchdown del momentaneo 21-17 durante Vikings-Redskins del 2017.

Dopo non esser stato scelto durante il Draft NFL 2013, Thielen firmò come undrafted free agent con i Vikings il 6 maggio per poi essere tagliato il 31 agosto ed in seguito inserito nella squadra di allenamento.
Nel penultimo turno della stagione 2016, Thielen ricevette dal quarterback Sam Bradford un nuovo primato personale di 202 yard (quinto massimo nella storia della franchigia) e 2 touchdown nella sconfitta contro i Green Bay Packers.
Nel decimo turno della stagione 2017, Thielen contribuì alla vittoria esterna sui Washington Redskins con 166 yard ricevute e un touchdown su una ricezione acrobatica. Sette giorni dopo ne ricevette altre 123 e andò a segno per il terzo turno consecutivo contro i Los Angeles Rams. Il 23 novembre, nella gara del Giorno del Ringraziamento vinta in trasferta contro i Detroit Lions, con 89 yard ricevute superò per la prima volta quota 1.000, il secondo giocatore più rapido in stagione a tagliare tale traguardo dopo Antonio Brown la settimana precedente. Thielen chiuse la stagione con 1.276 yard ricevute e 4 touchdown in 16 partite (tutte disputate da titolare) che gli valsero la sua prima chiamata al Pro Bowl e l'inserimento nel Second-team All-Pro come wide receiver da parte dell'Associated Press.
Nel quinto turno della stagione 2018 Thielen divenne il primo giocatore della storia della NFL a fare registrare almeno 100 yard ricevute in tutte le prime 5 gare della stagione. Nell'ottavo turno pareggiò il record NFL di Calvin Johnson con l'ottava gara consecutiva da 100 yard ricevute. Dopo due settimane meno produttive, tornò ad essere decisivo con 8 ricezioni per 125 yard e un touchdown nella vittoria sui Packers. Quella fu la nona gara da 100 yard ricevute in stagione, superando il record di franchigia di Randy Moss. A fine stagione fu convocato per il suo secondo Pro Bowl.
Nel quinto turno della stagione 2019 Thielen ricevette 130 yard e 2 touchdown nella vittoria sui Giants.
Nel 2020 Thielen si classificò terzo nella NFL con 14 touchdown su ricezione.
Dopo la stagione 2022, i Vikings svincolarono Thielen il 10 marzo 2023. In quel momento era tra i leader di tutti i tempi della franchigia per ricezioni, yard ricevute e touchdown su ricezione.

### Carolina Panthers
Il 19 marzo 2023 Thielen firmó un contratto triennale con i Carolina Panthers. Nell'ottavo turno ricevette 8 passaggi per 72 yard con i Panthers che colsero la prima vittoria stagionale. Fu la sua sesta partita consecutiva con almeno 7 passaggi ricevuti, un record di franchigia. Nella settimana 10 con 7 ricezioni divenne il sesto giocatore della storia non scelto nel draft a raggiungere le 600 in carriera.

## Palmarès
- Convocazioni al Pro Bowl: 2

2017, 2018
- Second-team All-Pro: 1

2017